# Elecciones al Parlamento de Navarra de 1983
Las elecciones al Parlamento de Navarra de 1983 tuvieron lugar el 8 de mayo. Con un censo de 379.692 electores, los votantes fueron 269.042 (70,86%) y 110.650 las abstenciones (29,14%). Fue elegido presidente Gabriel Urralburu Tainta (PSN-PSOE) como cabeza de la lista más votada. 
En estas elecciones se perfilaron las mayorías parlamentarias o bloques ideológicos en los que se constituiría Navarra en las siguientes décadas (izquierda, derecha y nacionalismo vasco).

## Resultados
| ← Elecciones al Parlamento de Navarra de 1983 → |                                                                            |                         |        |       |         |     |
| Presidente y gobierno | Partido                                                                    | Candidato               | Votos  | %     | Escaños | +/– |
| - Presidentes: Juan Manuel Arza (1983-enero de 1984) Jaime Ignacio del Burgo (enero de 1984- mayo de 1984) Gabriel Urralburu Tainta (mayo de 1984-1987) - Gobierno: PSN-PSOE - Censo: 379.692 - Votantes: 269.042 (70,9%) - Abstención: 110.650 (29,1%) - Válidos: 265.907 - A candidatura: 264.081 (99,3%) | Partido Socialista de Navarra-Partido Socialista Obrero Español (PSN-PSOE) | Gabriel Urralburu       | 94.737 | 35,87 | 20      | +5  |
| - Presidentes: Juan Manuel Arza (1983-enero de 1984) Jaime Ignacio del Burgo (enero de 1984- mayo de 1984) Gabriel Urralburu Tainta (mayo de 1984-1987) - Gobierno: PSN-PSOE - Censo: 379.692 - Votantes: 269.042 (70,9%) - Abstención: 110.650 (29,1%) - Válidos: 265.907 - A candidatura: 264.081 (99,3%) | Unión del Pueblo Navarro (UPN)                                             | Balbino Bados           | 62.072 | 23,50 | 13      | =   |
| - Presidentes: Juan Manuel Arza (1983-enero de 1984) Jaime Ignacio del Burgo (enero de 1984- mayo de 1984) Gabriel Urralburu Tainta (mayo de 1984-1987) - Gobierno: PSN-PSOE - Censo: 379.692 - Votantes: 269.042 (70,9%) - Abstención: 110.650 (29,1%) - Válidos: 265.907 - A candidatura: 264.081 (99,3%) | Alianza Popular-Partido Demócrata Popular-Unión Liberal (AP-PDP-UL)        | José Luis Monge Recalde | 37.554 | 14,22 | 8       | +8  |
| - Presidentes: Juan Manuel Arza (1983-enero de 1984) Jaime Ignacio del Burgo (enero de 1984- mayo de 1984) Gabriel Urralburu Tainta (mayo de 1984-1987) - Gobierno: PSN-PSOE - Censo: 379.692 - Votantes: 269.042 (70,9%) - Abstención: 110.650 (29,1%) - Válidos: 265.907 - A candidatura: 264.081 (99,3%) | Herri Batasuna (HB)                                                        | Iñaki Aldekoa           | 28.055 | 10,62 | 6       | –3  |
| - Presidentes: Juan Manuel Arza (1983-enero de 1984) Jaime Ignacio del Burgo (enero de 1984- mayo de 1984) Gabriel Urralburu Tainta (mayo de 1984-1987) - Gobierno: PSN-PSOE - Censo: 379.692 - Votantes: 269.042 (70,9%) - Abstención: 110.650 (29,1%) - Válidos: 265.907 - A candidatura: 264.081 (99,3%) | Partido Nacionalista Vasco (PNV)                                           | Iñaki Cabasés           | 18.169 | 6,88  | 3 a     | = b |
| - Presidentes: Juan Manuel Arza (1983-enero de 1984) Jaime Ignacio del Burgo (enero de 1984- mayo de 1984) Gabriel Urralburu Tainta (mayo de 1984-1987) - Gobierno: PSN-PSOE - Censo: 379.692 - Votantes: 269.042 (70,9%) - Abstención: 110.650 (29,1%) - Válidos: 265.907 - A candidatura: 264.081 (99,3%) | Auzolan                                                                    |                         | 8.356  | 3,16  | 0       |     |
| - Presidentes: Juan Manuel Arza (1983-enero de 1984) Jaime Ignacio del Burgo (enero de 1984- mayo de 1984) Gabriel Urralburu Tainta (mayo de 1984-1987) - Gobierno: PSN-PSOE - Censo: 379.692 - Votantes: 269.042 (70,9%) - Abstención: 110.650 (29,1%) - Válidos: 265.907 - A candidatura: 264.081 (99,3%) | Partido Carlista de Euskalherria (PCE-EKA)                                 |                         | 6.733  | 2,55  | 0       | –1  |
| - Presidentes: Juan Manuel Arza (1983-enero de 1984) Jaime Ignacio del Burgo (enero de 1984- mayo de 1984) Gabriel Urralburu Tainta (mayo de 1984-1987) - Gobierno: PSN-PSOE - Censo: 379.692 - Votantes: 269.042 (70,9%) - Abstención: 110.650 (29,1%) - Válidos: 265.907 - A candidatura: 264.081 (99,3%) | Euskadiko Ezkerra (EE)                                                     |                         | 6.292  | 2,38  | 0       |     |
| - Presidentes: Juan Manuel Arza (1983-enero de 1984) Jaime Ignacio del Burgo (enero de 1984- mayo de 1984) Gabriel Urralburu Tainta (mayo de 1984-1987) - Gobierno: PSN-PSOE - Censo: 379.692 - Votantes: 269.042 (70,9%) - Abstención: 110.650 (29,1%) - Válidos: 265.907 - A candidatura: 264.081 (99,3%) | Partido Comunista de Euskadi (PCE-EPK)                                     |                         | 1.712  | 0,65  | 0       |     |
| - Presidentes: Juan Manuel Arza (1983-enero de 1984) Jaime Ignacio del Burgo (enero de 1984- mayo de 1984) Gabriel Urralburu Tainta (mayo de 1984-1987) - Gobierno: PSN-PSOE - Censo: 379.692 - Votantes: 269.042 (70,9%) - Abstención: 110.650 (29,1%) - Válidos: 265.907 - A candidatura: 264.081 (99,3%) | Liga Comunista Revolucionaria (LCR)                                        |                         | 409    | 0,15  | 0       |     |
| - Presidentes: Juan Manuel Arza (1983-enero de 1984) Jaime Ignacio del Burgo (enero de 1984- mayo de 1984) Gabriel Urralburu Tainta (mayo de 1984-1987) - Gobierno: PSN-PSOE - Censo: 379.692 - Votantes: 269.042 (70,9%) - Abstención: 110.650 (29,1%) - Válidos: 265.907 - A candidatura: 264.081 (99,3%) | Nulos                                                                      | N/A                     | 3.135  | 0,83  | N/A     | N/A |
| - Presidentes: Juan Manuel Arza (1983-enero de 1984) Jaime Ignacio del Burgo (enero de 1984- mayo de 1984) Gabriel Urralburu Tainta (mayo de 1984-1987) - Gobierno: PSN-PSOE - Censo: 379.692 - Votantes: 269.042 (70,9%) - Abstención: 110.650 (29,1%) - Válidos: 265.907 - A candidatura: 264.081 (99,3%) | En blanco                                                                  | N/A                     | 1.826  | 0,7   | N/A     | N/A |

a En 1984 abandonan el partido y en 1986 se integran en Eusko Alkartasuna (EA).

b Respecto a Nacionalistas Vascos.